# Radeščica (Krka)
Die  Radeščica (deutsch Radoschiza-Bach) ist ein rechtes Nebengewässer der Krka (deutsch Krainer Gurk) in Dolenjska (Unterkrain) in Slowenien. Der Name des Bachs ist möglicherweise verwandt mit Ratschitz, Reczicz, abgeleitet von Rečica = kleines Flüsschen. Das Gewässer ist ein beliebtes Gebiet zum Fliegenfischen.

## Lauf
Der Bach entspringt seinem Quellteich im Dorf Podturn pri Dolenjskih Toplicah südwestlich des gleichnamigen Hauptortes der Gemeinde Dolenjske Toplice. Kurz danach mündet die aus südlicher Richtung von  Črmošnjice kommende Črmošnjica (dtsch. Moschnitze) ein. Anschließend fließt der Radoschiza-Bach in nördliche Richtung bis Sela, dann westlich am Cvinger-Hügels und an Meniška vas entlang und weiter etwa 1 Kilometer nach Norden bis zur Mündung in die Krka.